# Кожина, Василиса
Васили́са Ко́жина (ок. 1780 — ок. 1840) — крестьянка хутора Горшкова Сычёвского уезда Смоленской губернии, жена сельского старосты, участница Отечественной войны 1812 года. 

## Биография
В 1812 году в журнале «Сын Отечества» появилась заметка «Старостиха Василиса» :
«Один здешний купец, ездивший недавно из любопытства в Москву и её окрестности, рассказывает следующий анекдот, которого он был свидетелем. Староста одной деревни Сычёвского уезда повёл партию пленных в город. В его отсутствие крестьяне привели ещё несколько человек французов, захваченных ими, и отдали их старостихе своей Василисе для отправления куда следует. Василиса собрала крестьян, села верхом на лошадь, взяла в руки косу и, разъезжая вокруг пленных, кричала важным голосом: „Ну, злодеи французы! Во фрунт! Ступай, марш!“ Один из пленных офицеров, раздражён будучи, что женщина вздумала повелевать им, не послушался её. Василиса немедленно ударила его косою по голове, он упал мёртвый к ногам её, и она вскричала: „Всем вам, ворам, собакам, будет то же, кто только чуть-чуть зашевелится! Уж я двадцати семи таким вашим озорникам сорвала головы! Марш в город!“»
 Заметка была перепечатана с изменениями в 1814 году в «Полном собрании анекдотов достопамятнейшей войны россиян с французами»:
«Староста одной деревни Сычёвского уезда повёл в город партию пленных, забратых крестьянами. В отсутствие его поселяне поймали ещё несколько французов и тотчас же привели к старостихе Василисе для отправления куда следует. Сия последняя, не желая отвлекать взрослых от главнейшего их занятия бить и ловить злодеев, собрала небольшой конвой ребят, и, севши на лошадь, пустилась в виде предводителя препровождать французов сама… В сём намерении, разъезжая вокруг пленных, кричала им повелительным голосом: „Ну, злодеи французы! Во фрунт! Стройся! Ступай, марш!“ Один из пленных офицеров, раздражён будучи тем, что простая баба вздумала им повелевать, не послушался её. Василиса, видя сие, подскочила к нему мгновенно и, ударя по голове своим жезлом — косою, повергла его мёртвым к ногам своим, вскричавши: „Всем вам, ворам, собакам, будет то же, кто только чуть осмелится зашевелиться! Я уже двадцати семи таким озорникам сорвала головы! Марш в город!“ И после этого кто усомнится, что пленные признали над собой власть старостихи Василисы.»
Позже о Василисе Кожиной неоднократно писали как о деятельнице партизанского движения, которая организовала в Сычёвском уезде отряд из подростков и женщин, охранявший селения и наносивший большой урон французам. Рассказывалось также, что за подвиг она была удостоена медали и денежного пособия.
4 декабря 1812 года Кожина была выдана французам близ Можайска в 3 км от фронта и должна была погибнуть на эшафоте, но её вовремя спасли партизанские отряды, посланные по приказу Кутузова освобождать пригороды Москвы.
Ещё в 1813 году, спустя всего год после описываемых событий, художник Александр Смирнов написал парадный портрет Василисы Кожиной. Подлинник портрета находится в фондах Государственного исторического музея в Москве и экспонировался с соответствующей подписью под картиной: «Партизан 1812 года. Большую сделала для России пользу. Награждена медалью и денежной премией — 500 рублей». На портрете на левом лацкане салопа можно разглядеть медаль на Георгиевской ленте.

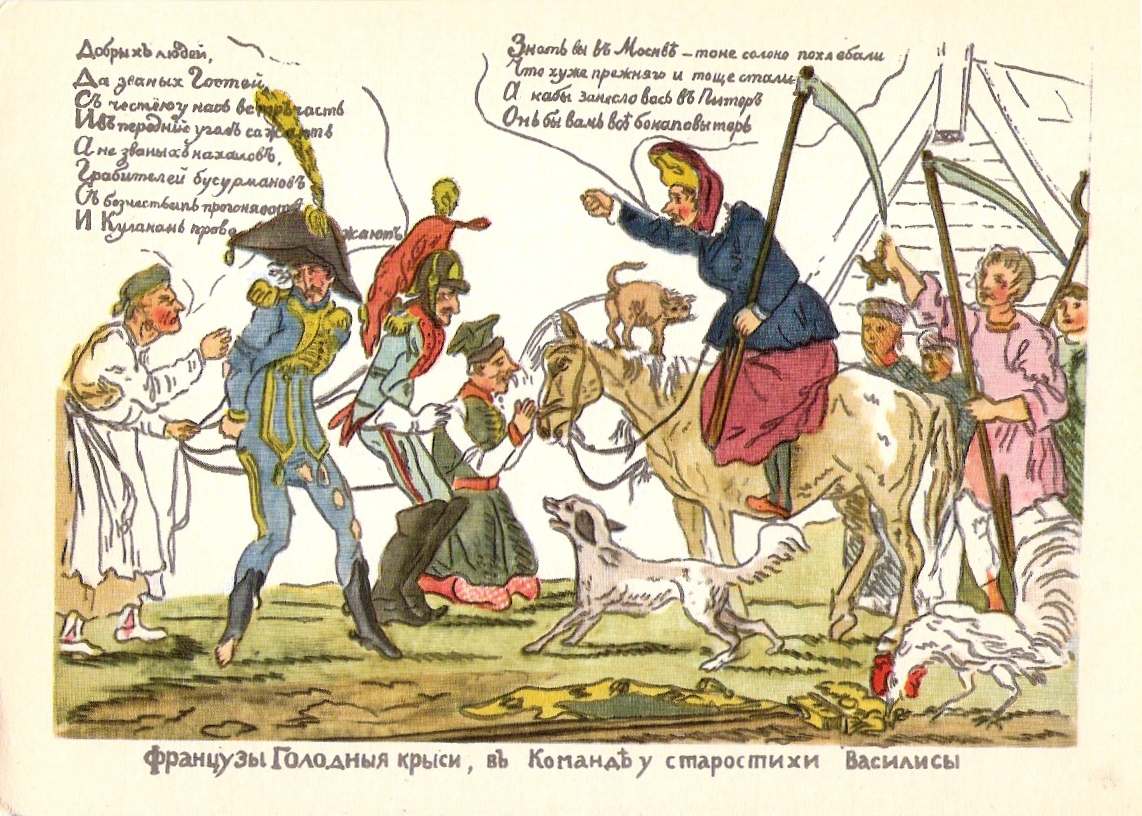
«Французы голодные крысы в команде у старостихи Василисы». Гравюра на дереве Алексея Венецианова. 1812 год

Василисе Кожиной была посвящена серия лубков 1812—1813 годов. Широкое распространение получил лубок А. Г. Венецианова (1813) «Французы — голодные крысы в команде у старостихи Василисы» с надписью: «Иллюстрация эпизода в Сычёвском уезде, где жена сельского старосты Василиса, набрав команду из вооружённых косами и дрекольем баб, гнала пред собой несколько взятых в плен неприятелей, один из которых за неповиновение был ею убит».
Историкам не удаётся достоверно подтвердить существование Василисы Кожиной и её роль в партизанском движении, крестьяне-современники из-за слабой грамотности не могли оставить воспоминания, а описания её деятельности в публицистике постоянно обрастали новыми подробностями.

## Память
В честь Василисы Кожиной названы:
- Улица Василисы Кожиной в Сычёвке.
- Улица Василисы Кожиной в Можайске, что находится неподалёку от Бородинского поля.
- Улица Василисы Кожиной в Москве (в районе станций метро Филёвский парк и Багратионовская).
- Станция Василисино Гагаринского района Смоленской области.
- Деревня Кожино в Тверской области.[уточнить].
- Деревня Кожино в Смоленской области.
- В августе 2022г. в Сычевском районе Смоленской области, близ села Дугино, торжественно был открыт монумент партизанке Отечественной войны 1812 года Василисе Кожиной.

### Киновоплощения
Образ В. Кожиной появляется в следующих фильмах:
- «1812 год» (немой фильм, 1912)
- «Кутузов» (реж. В. Петров, 1943). В роли Александра Данилова.
- «Василиса» (реж. А. Сиверс, 2014[Комм 2]) — художественный фильм, а также смонтированный с использованием того же исходного киноматериала одноимённый мини-телесериал из 4 серий, в главной роли Василисы Кожиной — Светлана Ходченкова.

### В литературе
Василиса Кожина упоминается в романе Льва Толстого «Война и мир» (том 4, часть 3, глава 3):
Партизаны уничтожали Великую армию по частям. Они подбирали те отпадавшие листья, которые сами собою сыпались с иссохшего дерева — французского войска, и иногда трясли это дерево. В октябре, в то время как французы бежали к Смоленску, этих партий различных величин и характеров были сотни. Были партии, перенимавшие все приемы армии, с пехотой, артиллерией, штабами, с удобствами жизни; были одни казачьи, кавалерийские; были мелкие, сборные, пешие и конные, были мужицкие и помещичьи, никому не известные. Был дьячок начальником партии, взявший в месяц несколько сот пленных. Была старостиха Василиса, побившая сотни французов.

### Прочее

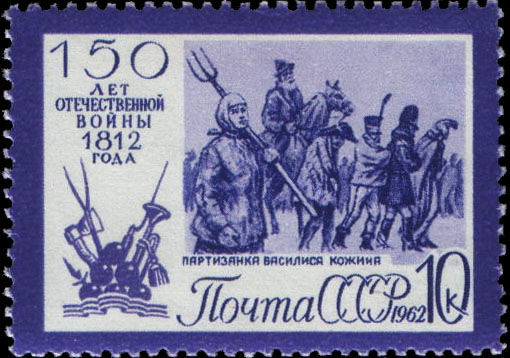
Почтовая марка СССР, 1962 год

- В 1962 году была выпущена почтовая марка СССР, посвящённая Василисе Кожиной.
- В 1978 году издательство «Изобразительное искусство» выпустило набор из 16 открыток «Партизаны Отечественной войны 1812 года в изобразительном искусстве», на одной из которых напечатана репродукция портрета Василисы Кожиной кисти Александра Смирнова[10], на другой картина «Старостиха Василиса» (верхом на коне конвоирующая французов) кисти И. С. Горюшкина-Сорокопудова[11]
- В  1987 году Государственный банк СССР выпустила юбилейную монету с фрагментом памятника Кутузову, где на горельефе изображена Василиса Кожина (крайняя слева)[12].
- В 2012 году Центральным банком Российской Федерации была выпущена монета (2 рубля, сталь с никелевым гальваническим покрытием) из серии «Полководцы и герои Отечественной войны 1812 года» с изображением на реверсе портрета организатора партизанского движения Василисы Кожиной[13].
- В 2022 году установлен памятник Василисе Кожиной на трассе Вязьма - Ржев, у поворота на село Дугино[14].

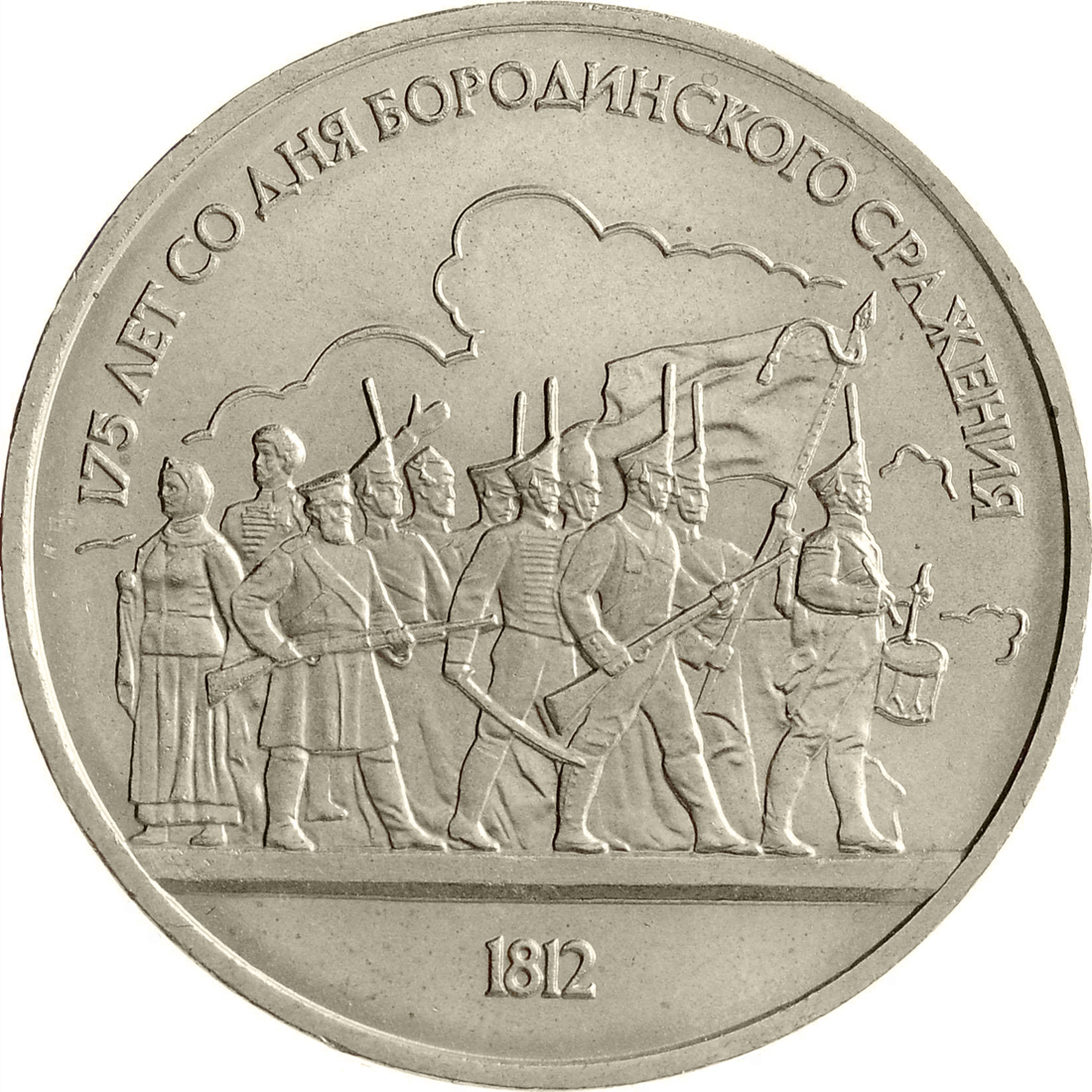
Монета «175-летие со дня Бородинского сражения: Бородинская панорама», 1 рубль, 1987, медно-никелевый сплав, реверс. Василиса Кожина — крайняя слева.
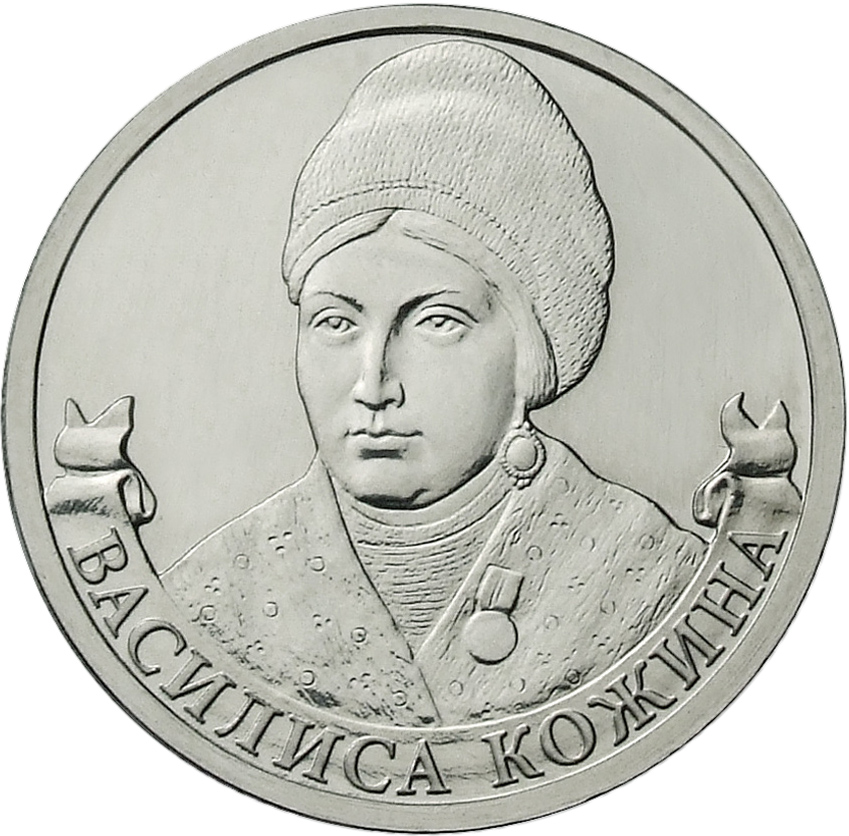
Монета Банка России, 2012 г. «Василиса Кожина».
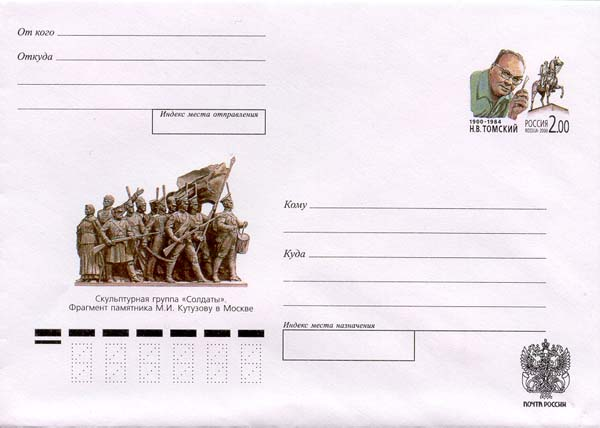
Почтовый конверт России, 2000 г. Фрагмент памятника Кутузову в Москве, где изображена скульптура В. Кожиной.

## Комментарии
1. ↑  В XVIII−XIX веках в России значение понятия «анекдот» коренным образом отличалось от современного понимания. В те времена под словом анекдот имелась в виду короткая поучительная история из жизни, которая обязательно должна происходить с реальными людьми, в реально существующих местах, и базироваться на реальной жизни, при этом юмор не является самоцелью. Буквально «анекдот» — краткий устный рассказ об интересном случае, от греч. τὸ ἀνέκδοτоν — «не опубликовано», «не изданное»[3]. Это то, что сейчас называется «исторический анекдот», который не является разновидностью современного юмористического анекдота (подобно тому как морской ёж не является разновидностью ежа). В настоящее время исторические анекдоты являются феноменом англоязычной и других культур, практически не существующим в современной русскоязычной культуре, однако в XVIII−XIX веках были весьма распространены и в России.
2. ↑  Планировалось, что в 2012 году, к 200-летию Отечественной войны 1812 года, в России режиссёром Дмитрием Месхиевым будет снят фильм о Василисе Кожиной[7], однако реализация замысла затянулась до 2014 года, и режиссёром стал Антон Сиверс.